# 自由独立勲章
自由独立勲章(じゆうどくりつくんしょう、朝鮮語: 자유독립훈장)は、朝鮮民主主義人民共和国の勲章。

## 概要
自由独立勲章は朝鮮戦争中の1950年7月7日に制定された。
自由独立勲章は第1級と第2級の2等級に分かれている。対象は主に軍人だが、軍需産業に携わる市民などにも贈られることがある。受章者には同等級の国旗勲章が同時に授与される。

## 主な受章者
- 朝鮮戦争中には、第1級が95人の北朝鮮人と126人の中国人に、第2級が3043人の北朝鮮人と4703人の中国人に贈られている[2]。
- 李鐘玉[5]
- 朴成哲[6]
- 趙明禄[7]
- 金正日[8]